# Sinafia
La sinafia (dal greco συνάφεια) è un fenomeno metrico di continuità ritmica tra due cola, che consente a una parola di essere spezzata tra la fine di un colon e l'inizio dell'altro, o nel caso di due vocali contigue, appartenenti a due parole diverse, di essere unite in sinalefe.
Esempio: 
```
        Iliae dum se nimium querenti
        iactat ultorem, vagus et sinistra
        labitur ripa Iove non probante 
u-
 
        
xorius
 amnis.
                         (Hor., 
Od.
 I,2, vv.17-20)
```

La scoperta di questo fenomeno metrico è attribuita a Richard Bentley.